# Eylül Kandemir
Eylül Lize Kandemir (* 2001 in Istanbul) ist eine türkische Schauspielerin.
Sie wurde im Jahr 2001 in Istanbul geboren. Zunächst trat sie in einem Werbespot für die Marke Mavi auf. Ihr Debüt gab sie 2020 in der Fernsehserie Zemheri. Anschließend bekam sie 2021 in Elbet Bir Gün eine Hauptrolle. Außerdem wurde sie 2022 für die Serie Ah Nerede gecastet. Von 2022 bis 2024 war Kandemir in Kardeşlerim zu sehen.

## Filmografie
Serien
- 2020: Zemheri
- 2021: Elbet Bir Gün
- 2022: Ah Nerede
- 2022–2024: Kardeşlerim